# Gigi Finizio
 (mars 2016).
Si vous disposez d'ouvrages ou d'articles de référence ou si vous connaissez des sites web de qualité traitant du thème abordé ici, merci de compléter l'article en donnant les références utiles à sa vérifiabilité et en les liant à la section « Notes et références ».
Pour les articles homonymes, voir Finizio.
Luigi  « Gigi » Finizio (né le 31 mai 1965  à Naples) est un chanteur, compositeur et italien contemporain.

## Biographie
Gigi Finizio commence à écrire des chansons dès sa plus tendre enfance, à apprendre le piano dès l'âge de cinq ans et à neuf ans, il réussit l'examen du SIAE (Società Italiana degli Autori ed Editori).
Il participe à des émissions télévisées comme Argento e oro ou Tandem ou encore au Carnaval de Viareggio. À la fin des années 1990, il obtient son premier contrat avec Fonit Cetra.
En novembre 1994, Gigi Finizio participe à la sélection de Sanremo junior avec la chanson Scacco Matto qui lui permet de se classer à la première place dans la section « auteur-compositeur-interprète ». En 1995, il participe au 45e festival dans la catégorie Junior et obtient la troisième place en finale avec Lo specchio dei pensieri. Tout de suite après, la Fonit Cetra publie un album avec le titre de Sanremo qui s'inscrit aux hit-parade des radios.
En 1997, Finizio est choisi par Tato Russo (it) pour jouer un rôle dans la comédie musicale Masaniello, une production du théâtre Bellini de Naples.
En février 1998, il publie un single, Fammi riprovare, et participe au programme Viva Napoli produit par Mike Buongiorno, où il chante en duo avec Paola Folli (it), obtenant le prix de la critique avec l'extrait Resta cu' mme (reste avec moi). Paolo Limiti l'invite dans son programme pour célébrer les classiques napolitains, notamment durant la fête de la république italienne en direct de New York.
En juillet 2005 il sort Per averti (pour t'avoir), avec le titre A modo mio.

## Discographie

### Albums
- 1974: For'a scola
- 1975: Dint'o culleggio
- 1976: Prime esperienze
- 1978: Azzurro azzurro
- 1981: Smania
- 1982: Dedicate all'amore
- 1982: A te donna
- 1983: Intimità
- 1984: Storie
- 1984: Le classiche napoletane Vol.1
- 1985: Eccentrico
- 1985: Le classiche napoletane Vol.2
- 1986: Una vita una storia
- 1986: 10 stupende storie d'amore
- 1988: Napoli oggi, ieri, domani
- 1991: Nato da...un amore in comune - La musica
- 1992: Io...Gigi Finizio
- 1993: Crescendo...nell'amore
- 1995: Lo specchio dei pensieri
- 1996: Finizio
- 2002: Come intendo io
- 2005: Per avert]
- 2006: Musica e speranza
- 2009: Regalarti l'anima
- 2013: Buona Luna

### Albums Live
- 1997: Le classiche live
- 2003: Finizio live - In due parole
- 2012: Più che posso live

### Compilations
- 1990: Una semplice sera
- 1991: Ora più di prima
- 1994: Solo nell'anima
- 1998: Musica
- 1999: Solo Finizio
- 2011: Più che posso